# سیارک ۲۱۷۱۰
سیارک ۲۱۷۱۰ (به انگلیسی: 21710 Nijhawan، نامگذاری:1999RS92) بیست و یک هزار و هفتصد و دهمین سیارک کشف شده‌است که در ۷ سپتامبر ۱۹۹۹ کشف شد.
قدر مطلق سیارک برابر ۱۵.۵ است.